# Claude Lebault
Claude Lebault (ou Le Bault) né vers 1665 à Allerey-sur-Saône au hameau de Chauvort, où il est mort le 14 février 1726, est un peintre bourguignon.

## Biographie
Après divers voyages d'étude effectués à Rome, Paris, Naples, Venise puis en Espagne et au Portugal, il résida à Lyon, où son talent fut légitimé par le conseil de la ville qui le nomma « maître des peintres lyonnais » pour l'année 1697.
Il fut peintre ordinaire du roi.
On lui doit entre autres la décoration intérieure de l'église paroissiale d'Allerey-sur-Saône, effectuée à partir de 1716. Y sont visibles de magnifiques peintures murales, la plus impressionnante étant celle qui occupe toute la coupole, où le peintre a représenté l'Assomption de la Vierge.
Sont visibles au musée des Beaux-Arts de Dijon plusieurs toiles de cet artiste dont un Saint Luc peignant le portrait de la Vierge. 
L'église de Touches à Mercurey possède, quant à elle, un Saint Jean-Baptiste qui lui est attribué.